# Кайзергоф
Кайзергоф (нім. Der Kaiserhof) — колишній готель у районі Баркхаузен східно-вестфальського містечка Порта-Вестфаліка району Мінден-Люббекке в окрузі Детмольд землі Північний Рейн-Вестфалія Німеччини. Його історія тісно пов'язана з пам'ятником кайзеру Вільгельму в безпосередній близькості. Готель був побудований у 1895–1896 роках, а з 1983 року є пам'ятником архітектури . У травні 2011 року оператор збанкрутував . У грудні 2011 року значні частини будівлі були знищені пожежею, у 2013-2015 роках була проведена часткова реконструкція, і з того часу будівля пустує.